# SAA (漫画家)
SAA（さあ、1983年12月12日 - ）は、日本の女性漫画家である。
本名大岩 幸加（おおいわ さちか）。北海道出身。元、メイド喫茶店員。
2004年に同じく漫画家の大岩ケンヂと結婚したが、後に離婚。
野水伊織の熱烈なファンの一人であり、彼女の高校時代の先輩でもある。しかし同じ空間にいた以上の交流はなかったことを嘆いている。
現在、フリーのアイドル漫画家として、本業以外にも趣味であるサバイバルゲームのプロモーションや麻雀配信をおこなっている。
また、期間限定で秋葉原Cafe&Bar B-catsの店員としても在籍していた。

## 主な作品
- プリンセスコンチェルト（エース桃組連載）
- にるちゃな! TYPE－R（月刊少年エース連載）
- メイドカフェぶろっさむ（MAGNA連載）
- すい～と☆めたも（MAGNA連載）
- ready lady's how to（YOMBAN連載）
- 晴れときどきお天気雨（コンプティーク連載）
- ちゃのま！

## イラストレーション
- 『セカ就！ 世界で就職するという選択肢』(森山たつを、朝日出版社)
- 『セカ就！外伝 親子で世界就職』(森山たつを、森出版)
- カミカゼスタイル秋葉原店看板
- アトレ秋葉原ハロウィーン看板 2012